# Kibichūō, Okayama
Kibichūō (吉備中央町 Kibichūō-chō) là thị trấn thuộc huyện Kaga, tỉnh Okayama. Tính đến ngày 1 tháng 10 năm 2020, dân số ước tính thị trấn là 10.886 người và mật độ dân số là 41 người/km². Tổng diện tích thị trấn là 268,73 km².